# Craibia
Genre
Craibia est un genre de plantes à fleurs dicotylédones de la famille des Fabaceae, sous-famille des Faboideae, originaire d'Afrique, qui comprend une douzaine d'espèces acceptées.

## Étymologie
Le nom générique, « Craibia », est un hommage à William Grant Craib (1882-1930), botaniste britannique.

## Liste d'espèces
Selon The Plant List (15 novembre 2018) :
- Craibia affinis (De Wild.) De Wild.
- Craibia atlantica Dunn
- Craibia brevicaudata (Vatke) Dunn
- Craibia brownii Dunn
- Craibia crassifolia (Harms) Dunn
- Craibia dubia (De Wild.) De Wild.
- Craibia grandiflora (Micheli) Baker f.
- Craibia laurentii (De Wild.) De Wild.
- Craibia lujai De Wild.
- Craibia macrantha (Pellegr.) J.B.Gillett
- Craibia simplex Dunn
- Craibia zimmermannii (Harms) Dunn